# Uzakbaj Kułymbetow
Uzakbaj Żelderbajuły Kułymbetow (kaz. Ұзақбай Желдербайұлы Құлымбетов, ros. Узакбай Джильдирбаевич Кулумбетов, ur. 1891 w powiecie irgiskim w obwodzie turgajskim, zm. 21 marca 1938) – przewodniczący Centralnego Komitetu Wykonawczego (CIK) Kazachskiej ASRR/Kazachskiej SRR (1935-1937).

## Życiorys
W 1912 ukończył aktiubińskie kursy pedagogiczne, 1912-1917 pracował jako nauczyciel, 1917-1919 organizował rady aulne w powiecie irgiskim, od 1920 należał do RKP(b). Był kolejno przewodniczącym Komitetu Powiatowego RKP(b) w Irgizie, kierownikiem powiatowego oddziału edukacji narodowej w Aktiubińsku, kierownikiem turgajskiego gubernialnego oddziału edukacji narodowej, kierownikiem Wydziału Agitacji i Propagandy aktiubińskiego i następnie akmolińskiego gubernialnego komitetu RKP(b). W 1923 został zastępcą przewodniczącego, potem przewodniczącym Komitetu Wykonawczego Akmolińskiej Rady Gubernialnej, od 1925 był przewodniczącym Sownarchozu Kazachskiej ASRR i jednocześnie 1925-1932 zastępcą przewodniczącego Rady Komisarzy Ludowych Kazachskiej ASRR i 1928-1929 ludowym komisarzem handlu Kazachskiej ASRR. Od stycznia 1935 do marca 1937 był przewodniczącym CIK Kazachskiej ASRR, a od marca do lipca 1937 CIK Kazachskiej SRR. 5 sierpnia 1937 został aresztowany i następnie rozstrzelany w ramach wielkiego terroru.